# Intent de cop d'estat a Alemanya de 2022
L'intent de cop d'estat a Alemanya de 2022 va ser un succés, ocorregut el 7 de desembre de 2022, quan 25 membres d'un grup armat d'extrema dreta van ser detinguts per planejar un presumpte cop d'estat a Alemanya. El grup, denominat Unió Patriòtica (en alemany: Patriotische Union), liderat per un Consell (alemany: Der Rat), forma part del grup alemany d'extrema dreta Moviment Ciutadans de l'Imperi (Reichsbürgerbewegung). El grup pretenia restablir a Alemanya un govern monàrquic en la tradició de l'Imperi Alemany. El grup, suposadament, volia provocar el caos i la guerra civil a Alemanya per a aconseguir el poder.
Al voltant de 5.000 policies (inclosos 1.500 agents de les forces especials) van registrar 130 localitats de tota Alemanya i van realitzar diverses detencions, entre elles la d'Enric XIII Prinz Reuss, descendent aristòcrata de la Casa de Reuss, i l'exdiputada d'Alternativa per Alemanya (AfD) Birgit Malsack-Winkemann. En el grup també hi havia militars i policies en actiu. L'operació contra el grup es considera la major de la història d'Alemanya. El fiscal general Peter Frank va declarar al grup organització terrorista.

## Membres
Es va dir que alguns dels aproximadament més de 50 organitzadors eren membres del Moviment Ciutadans de l'Imperi, una amalgama de grups d'extrema dreta que rebutgen l'Alemanya actual i volen tornar a la situació de l'època de l'Imperi Alemany (o «Segon Reich»), i que estan associats amb la violència i l'antisemitisme. Alguns conspiradors eren suposadament seguidors de QAnon i negacionistes de la COVID-19. El grup es va dividir en àrees de responsabilitat. El Ministeri Públic Federal té 52 sospitosos i va arrestar a 25 d'ells.
La colla també incloïa a diversos exmembres de l'Escamot de Forces Especials (KSK), inclòs un exsergent de l'Estat Major del Batalló de Paracaigudistes de la Bundeswehr, Rüdiger von Pescatore. El GSG 9 va registrar un lloc del KSK a les casernes Graf Zeppelin, prop de Calw. Se suposava que Von Pescatore lideraria el «braç militar» del grup. El Ministeri Públic Federal el descriu, juntament amb Enric XIII Prinz Reuss, com un dels «capitosts». Es diu que Von Pescatore va tractar de reclutar policies i soldats. Altres membres també incloien l'ex-Oberst Maximilian Eder, l'exoficial de policia criminal Michael Fritsch de Hannover, i l'ex-Oberst Peter Wörner de Bayreuth, que va iniciar un negoci d'entrenament de supervivència. L'advocada i jutgessa de l'estat de Berlín, Birgit Malsack-Winkemann, va ser designada futura «ministra de Justícia». Va ser membre del Bundestag de 2017 a 2021 per Alternativa per Alemanya (AfD) i arrestada el 7 de desembre de 2022. El grup incloïa almenys a un altre polític de l'AfD, Christian Wendler, regidor de la localitat situada a les Muntanyes Metal·líferes d'Olbernhau. Altres membres eren mèdics i almenys un era empresari.
Segons Der Spiegel, el grup Unió Patriòtica tenia «una quantitat inusual de diners» amb la qual havien comprat armes, però també telèfons satel·litaris. Una de les propietats, Jagdschloss Waidmannsheil, a Bad Lobenstein, propietat de Reuss i intervinguda per la policia, servia com a direcció comercial de diverses empreses vinculades a la gestora d'actius amb seu a Londres «Heinrich XIII. Prinz Reuß & Anderson & Peters Ltd.».

## Ideologia i objectius
L'objectiu del grup era establir un govern totalitari fent referència a l'Imperi Alemany. Des de novembre de 2021 la xarxa havia estat planejant un atac armat al Bundestag, així com detencions públiques de polítics per a provocar disturbis públics. La Unió Patriòtica va assumir que parts de les autoritats de seguretat alemanyes s'haurien solidaritzat amb el grup armat, la qual cosa hauria portat a un «derrocament» i el grup hauria pres el poder. Segons el grup, l'alliberament es realitzaria amb la intervenció imminent de l'«Aliança», una coalició secreta tècnicament superior de governs, serveis d'intel·ligència i militars de diversos estats, inclosos Rússia i els Estats Units, segons els fiscals. El grup és conegut per ser d'extrema dreta i promotor de l'antisemitisme.
El cop planejat va incloure un assalt al Reichstag, l'edifici del parlament alemany, inspirat en l'assalt al Capitoli dels Estats Units del 6 de gener de 2021. Miro Dittrich, del Centre de Seguiment, Anàlisi i Estratègia (CeMAS) va dir que el Moviment Ciutadans de l'Imperi no va ser el primer grup d'extrema dreta que va intentar un cop d'estat, però va afegir que «el grup d'avui, però, era més gran, més avançat en la planificació i millor connectat amb persones formades en [l'ús d'] armes».

## Investigacions i detencions

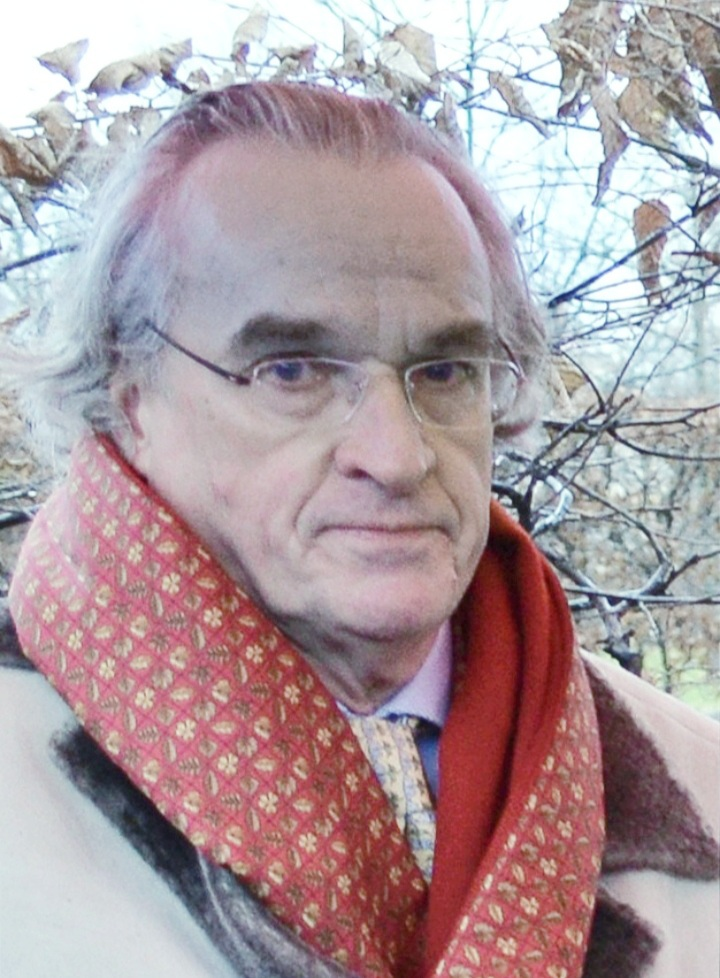
Enric XIII Prinz Reuss, un dels principals detinguts per participar en el pla.

Les autoritats policials alemanyes havien estat investigant al grup des de la primavera de 2022. El grup també està format per parts del moviment radical negacionista de la COVID-19 Querdenken. Reuss va ser el punt de partida de les recerques, que van acabar sent realitzades per l'Oficina Federal d'Investigació Criminal (BKA) amb el nom d'«Ombra». A més, es van involucrar diverses oficines estatals de recerca criminal i autoritats estatals per a la protecció de la Constitució. Les autoritats alemanyes van afirmar que el cop havia estat planejat des de novembre de 2021 i hauria estat un derrocament violent i armat del govern actual. La policia va saber d'ells per primera vegada l'abril de 2022, quan van arrestar a membres dels anomenats «Patriotes Units» que planejaven el presumpte segrest del ministre de Salut d'Alemanya Karl Lauterbach. El setembre de 2022, van començar amb l'estret seguiment de 52 sospitosos.
Inicialment es va informar que s'havien mobilitzat 3.000 policies en l'operació de detenció dels sospitosos, però després la xifra d'efectius va ascendir fins a 5.000 policies. Els detinguts provenien principalment d'estats del sud d'Alemanya, Baviera i Baden-Württemberg, però també hi va haver d'altres 9 estats alemanys, Àustria i Itàlia. Entre els arrestats hi va haver aristòcrates, un antic membre del Parlament i antics i actius membres de l'exèrcit. Vilatina B., la parella sentimental russa de Reuss, a través de la qual va poder aconseguir finançament provisional de tres individus russos, també va ser detinguda. Frank Heppner, un cuiner famós, també va ser arrestat el 7 de desembre. Es va sustentar que Heppner era el comandant de l'ala militar del grup responsable del reclutament, l'obtenció d'armes i la construcció d'un sistema de comunicacions segur. Heppner també hauria subministrat menjar a les tropes del grup després del cop d'estat reeixit.
Els investigadors van aconseguir «almenys deu pistoles il·legals» i van trobar, a més, 100 cartutxos de la Bundeswehr, així com 94 armes legals diverses, incloent-hi pistoles d'alarma i ganivets.
Els conspiradors planejaven cooperar amb Rússia, però el fiscal general va informar el 7 de desembre de 2022 que pel que sabien fins al moment, Rússia no va «reaccionar positivament» a la sol·licitud. Més tard, un portaveu de l'ambaixada russa a Berlín va negar qualsevol implicació, i el govern rus va declarar a través del portaveu Dmitri Peskov que no hi podia haver cap sospita de la implicació russa en el complot d'extrema dreta i va expressar «sembla ser un problema intern alemany».

## Reaccions
- Alemanya: La ministra de l'Interior, Nancy Faeser va anunciar que les autoritats respondrien amb tota la força de la llei «contra els enemics de la democràcia».[28]
- Rússia: El portaveu del Kremlin, Dmitri Peskov, va negar la participació del govern rus.[29]
- Estats Units: La secretaria de premsa de la Casa Blanca, Karine Jean-Pierre, va anunciar que el govern estatunidenc estava llest per ajudar al govern alemany a combatre l'extremisme.[30]